# Stakčínska Roztoka
Stakčínska Roztoka (in ungherese Zuhatag) è un comune della Slovacchia facente parte del distretto di Snina, nella regione di Prešov.

## Storia
Venne menzionato per la prima volta nel 1574.